# Brouwerij Uiltje
Brouwerij Uiltje, officieel Uiltje Brewing Company is een Nederlandse brouwerij van speciaalbier. De brouwerij is opgericht als Het Uiltje in 2012. De brouwerij brouwt sinds 2016 zijn eigen bier in de brouwerij in de Waarderpolder in Haarlem. In 2021 werd de brouwerij overgenomen door Royal Swinkels. 

## Geschiedenis
De brouwerij is begonnen als contractbrouwerij in Haarlem, en beschikte sinds 2016 mede dankzij een crowdfunding over een eigen brouwinstallatie. Deze produceerde in 2020 10.000 hectoliter aan bier.
In april 2021 werd bekend dat de brouwerij door Royal Swinkels eigenaar van onder andere Brouwerij Bavaria is overgenomen. Er werkten 27 medewerkers ten tijde van de overname.

## Prijzen
Uiltje heeft nationale en internationale prijzen gewonnen, en staat voor de tweede keer in de Top 100 Best Brewers in the World van bierplatform RateBeer. Buiten de bierwereld is de brouwerij bekend om de karakteristieke labels geïllustreerd door Gerben Valkema.

## Bieren
- Bird of Prey IPA 5,8%
- Dr. Raptor Imperial IPA 9,2%
- Superb-Owl Non-Alcoholic IPA 0,3%
- Trackdown Juicy Pale Ale 5,2%
- Prima Donna Limoncello Blond 5,0%
- Fancy Pants Brut IPA 6,5%
- Piewee the Pineapple Weizen 5,0%
- Apfelstrudel Doppelbock 11%
- El Patron NWDIPA 8,2%
- Mosaic Mammoth NEIIPA 8%
- My Life Span... London Fog Yeast New England IPA Series
- Mind Your Step! Imperial/Double Stout Series